# 사시나무속
사시나무속은 버드나무과에 속하는 속이다.
온대 갈잎나무 종류 가운데 광합성률이 가장 높은 축에 들어서 성장이 매우 빠르다. 한편 사시나무속 나무들은 영양생식을 하므로, 아종 사이에 많은 잡종이 생긴다.
잘 알려진 종으로 다음이 있다.
- 미루나무(Populus deltoides)
- 사시나무(Populus davidiana)
- 은백양(Populus alba)
- 황철나무(Populus maximowiczii)

## 하위 분류
사시나무속은 잎과 꽃의 모양을 기준으로 여섯 절(section)으로 나눈다.
- Aegiros절
  - 미루나무 (Populus deltoides)
  - Populus fremontii
  - 흑양 (Populus nigra)
    - 양버들 (P. nigra. var. ‘Italica’) - 흑양의 재배품종
    - Populus × canadensis (P. nigra × P. deltoides) - 양버들과 미루나무의 잡종

- Populus절
  - 유럽사시나무(Populus tremula) - 사시나무속의 대표종
  - Populus adenopoda
  - 은백양 (Populus alba)
    - 은사시나무 (Populus × canescens) (P. alba × P. tremula)

  - Populus grandidentata
  - 일본사시나무 (Populus sieboldii)
  - Populus tremuloides

- Tacamahaca절
  - Populus angustifolia
  - Populus balsamifera
  - Populus laurifolia
  - 황철나무 (Populus maximowiczii)
  - 당버들 (Populus simonii)
  - Populus szechuanica
  - Populus trichocarpa
  - Populus tristis

- Leucoides절
  - Populus heterophylla
  - Populus lasiocarpa
  - Populus wilsonii

- Turanga절
  - Populus euphratica
  - Populus ilicifolia

- Abaso절
  - Populus guzmanantlensis
  - Populus mexicana